# Slavec
Slavec é um município da Eslováquia, situado no distrito de Rožňava, na região de Košice. Tem 17,52 km² de área e sua população em 2018 foi estimada em 479 habitantes.

## História
Em registros históricos, a vila foi mencionada pela primeira vez em 1320.

## Geografia
A vila fica em uma altitude de 232 metros e cobre uma área de 17.527 km². Possui uma população de 475 pessoas.

## Demografia
| Ano:        | 1994 | 2004   | 2014   | 2024   |
| ----------- | ---- | ------ | ------ | ------ |
| Broj ljudi: | 491  | 471    | 460    | 467    |
| Razlika:    |      | -4,07% | -2,33% | +1,52% |

| Ano:               | 2023 | 2024   |
| ------------------ | ---- | ------ |
| Número de pessoas: | 459  | 467    |
| Diferença:         |      | +1,74% |

## Cultura
A vila também possui uma biblioteca pública.